# Krzysztof Michalski (polityk)
Krzysztof Michalski (ur. 9 stycznia 1960 w Nowym Mieście Lubawskim) – polski polityk, samorządowiec, były wojewoda lubelski.

## Życiorys
Ukończył studia z zakresu transportu na Politechnice Warszawskiej, odbył również studia podyplomowe na Wydziale Zarządzania i Podstaw Techniki Politechniki Lubelskiej w zakresie zarządzania zasobami ludzkimi. Ukończył też program menedżerski w Polsko-Amerykańskim Instytucie Zarządzania OIC-Poland oraz Certificate of Postgraduate Management Studies The University of Illinois.
Przez dziesięć lat pracował w Wytwórni Sprzętu Komunikacyjnego „PZL-Świdnik” na stanowiskach konstruktora, technologa, a od 1991 kierownika działu projektowania i rozwoju przedsiębiorstwa. W tym okresie był również sekretarzem rady techniczno-ekonomicznej PZL oraz członkiem zespołu opracowującego projekt restrukturyzacji tego przedsiębiorstwa.
W 1981 wstąpił do Niezależnego Zrzeszenia Studentów na Politechnice Warszawskiej. W 1991 został członkiem NSZZ „Solidarność”. Kierował kołem zakładowym w „PZL-Świdnik”. Działał w Ruchu Społecznym AWS, a od 2004 w Partii Centrum. Później bezpartyjny.
W wyborach samorządowych w 1994 uzyskał mandat radnego rady miasta Świdnik z ramienia lokalnego Świdnickiego Forum Prawicy. 31 sierpnia 1994 został powołany na stanowisko burmistrza Świdnika.
22 stycznia 1998 został mianowany na wojewodę lubelskiego w rządzie Jerzego Buzka. Po reformie administracyjnej objął stanowisko wojewody nowego województwa lubelskiego. W lutym 2000 podał się do dymisji po tym, jak Najwyższa Izba Kontroli zakwestionowała transakcję, na skutek które nadzorowane przez wojewodę Przedsiębiorstwo Państwowe FS Holding w Lublinie zakupiło za około 27 mln zł akcje Herbapolu Białystok.
Po odwołaniu przez rok pełnił funkcję prezesa zarządu spółki akcyjnej „Protektor”. W latach 2001–2003 był prezesem zarządu Zakładu Obróbki Plastycznej Sp. z o.o., wyodrębnionej z „PZL-Świdnik” S.A. Następnie został zastępcą prezesa zarządu i dyrektorem technicznym Przedsiębiorstwa Energetyki Cieplnej „PEC” w Świdniku Sp. z o.o. oraz pełnomocnikiem tego przedsiębiorstwa ds. systemu zarządzania jakością.
Otrzymał Krzyż Kawalerski Orderu Odrodzenia Polski (2011) i Srebrny Krzyż Zasługi (2010).

## Życie prywatne
Żonaty (żona Lucyna), ma dwoje dzieci: syna Marcina i córkę Agnieszkę.